# Fogos.pt
Fogos.pt é uma aplicação gratuita para monitorização e alerta de incêndios rurais em tempo real em Portugal.
A aplicação está disponível para acesso em qualquer dispositivo com acesso à internet, incluindo smartphones, tablets e computadores. Os usuários podem visualizar mapas interativos, receber alertas e notificações, e aceder a informações detalhadas sobre incêndios rurais, como a localização, pontos de situação e os recursos mobilizados para o combate ao incêndio. O fogos.pt utiliza dados de diversas fontes como a Autoridade Nacional de Emergência e Proteção Civil (ANEPC) e o Instituto da Conservação da Natureza e das Florestas (ICNF).

## História
O fogos.pt foi criado oficialmente em 2015, após vários feedbacks que o desenvolvedor recebeu em relação à forma como a Autoridade Nacional de Emergência e Proteção Civil permitia ver as ocorrências em curso, que era na forma de um ficheiro .pdf hospedado no site da ANEPC.
Em 2016, com uma versão estável e após divulgação nas redes sociais e comunicação social e após a plataforma ficar disponível para iOS e Android, o fogos.pt atinge a marca de um milhão de notificações enviadas e de dez mil utilizadores. É também neste ano que a plataforma ganha um design mais apelativo e novas funcionalidades.
Em 2017, após os trágicos incêndios que assolaram Portugal em junho e outubro a aplicação fogos.pt atinge o seu maior valor de sempre no número de acessos, com cerca de 55 milhões de pedidos, e cerca de 10 mil utilizadores em simultâneo na plataforma. É neste ano que se dá a massificação da plataforma sendo uma aplicação usada por diversos agentes de proteção civil e pela população em geral por causa do flagelo que são os incêndios rurais em Portugal.

## Funcionamento
O Fogos.pt é uma interface que mostra num mapa ou tabela os incêndios rurais em Portugal, a informação é recebida no servidor do Fogos.pt por uma API da Autoridade Nacional de Emergência e Proteção Civil (ANEPC) sob a qual tem direitos de utilização por parte da entidade gestora da API. Esta informação em tempo real só é possível porque o sistema de Proteção Civil em Portugal é centralizado e todas as ocorrências são reportadas e geridas pela ANEPC que agrega toda a informação em tempo real num sistema próprio mas também num API que permite o desenvolvimento de diversas aplicações para consulta pública.
A aplicação, pela sua facilidade de navegação, disponibilidade em multi-plataformas e não requer registo de utilizador, permite uma acessibilidade alargada a vários tipos de utilizadores.

## Funcionalidades
O fogos.pt tem várias funcionalidades que foram desenvolvidas ao longo do tempo com base nas necessidades dos utilizadores, destacando-se:
- Histórico de meios com o evoluir do incêndio;
- Ficheiro KML da área ardida;
- Causa do incêndio segundo o relatório do ICNF;
- Informações meteorológicas para o local do incêndio
- Risco de Incêndio;
- Linha de tempo com o estado do incêndio;
- Notificações de um novo incêndio num ou mais concelhos à escolha;
- Notificações de grande mobilização de meios
- Visualização de pontos quentes captados via satélite (VIIRS e MODIS)
- Pontos de situação para cada incêndio
- Estatísticas diárias[8]

O fogos.pt possui também diversas redes sociais e canais de mensagens para difusão de alertas e informações úteis à população, sendo que no X e Facebook há o automatismo de publicar sempre que um novo incêndio começa, e no canal do Telegram o envio de mensagens sobre novos incêndios e informações relevantes para a população.